# Joseph Teller
Pour les articles homonymes, voir Teller.
Joseph Teller, né à New York, aux États-Unis, est un écrivain américain, auteur de roman policier.

## Biographie
Il fait des études au College of Wooster (en) dans l'Ohio et obtient un diplôme de la faculté de droit de l'université du Michigan. Après ses études, il revient s'installer à New York et s'engage pendant trois ans comme agent du Federal Bureau of Narcotics. Il y fait un travail d'infiltration. Il exerce ensuite la profession d'avocat de défense pendant 35 ans.
En 2008, il publie son premier roman, Une coupable trop parfaite (The Tenth Case) avec lequel il est lauréat du prix Nero 2009. C'est le premier volume d'une série consacrée à Harrison J. Walker, un avocat de la défense en disgrâce.

## Œuvre

### Romans

#### SérieJaywalker
- The Tenth Case (2008) Publié en français sous le titre Une coupable trop parfaite, Paris, Éditions Harlequin, coll. « Les Best-sellers » no 378, 2009  (ISBN 978-2-280-85114-5)
- Bronx Justice (2009)
- Depraved Indifference (2009)
- Overkill (2010)
- Guilty as Sin (2011)

## Prix et distinctions

### Prix
- Prix Nero 2009 pour The Tenth Case[1]